# Les Secrets d'une femme de chambre
Les Secrets d'une femme de chambre (Secrets of a Chambermaid) est un téléfilm américain réalisé par Eve Libertine et diffusé en 1998 à la télévision.

## Résumé
Une femme de chambre a la clé des désirs les plus profonds et les plus secrets de ses clients.

## Fiche technique
- Scénario : James Campbell[Lequel ?]
- Durée : 99 min
- Pays :  États-Unis

## Distribution
- Michael Ensign : Hollingsworth
- Kevin Z. James : Doug
- Gladys Jimenez : Rita
- Amy Lindsay : J.J.
- Kira Reed : Odile
- Anneliza Scott : Karen
- Bruce Thomas : Bruce
- Mary Woronov : Felicity
- Micah Scott : Chauffeur de limousine
- Luing Andrews : Ben